# Русско (Ленинградская область)
Русско — деревня в Старопольском сельском поселении Сланцевского района Ленинградской области.

## История
Село Руска, состоящее из 22 крестьянских дворов, упоминается на карте Санкт-Петербургской губернии Ф. Ф. Шуберта 1834 года.

РУСКА — деревня принадлежит её величеству, число жителей по ревизии: 86 м. п., 95 ж. п. (1838 год)

Деревня Руска отмечена на карте профессора С. С. Куторги 1852 года.

РУССКА — деревня Гдовского её величества имения, по просёлочной дороге, число дворов — 28, число душ — 85 м. п. (1856 год)

РУССКО (РУССКАЯ) — деревня удельная при речке Долгой, число дворов — 25, число жителей: 86 м. п., 89 ж. п. (1862 год) 

В XIX — начале XX века деревня административно относилась к Старопольской волости 2-го земского участка 1-го стана Гдовского уезда Санкт-Петербургской губернии.
Согласно Памятной книжке Санкт-Петербургской губернии 1905 года деревня образовывала Русецкое сельское общество.
С марта 1917 года деревня находилась в составе Менюшского сельсовета Старопольской волости Гдовского уезда.

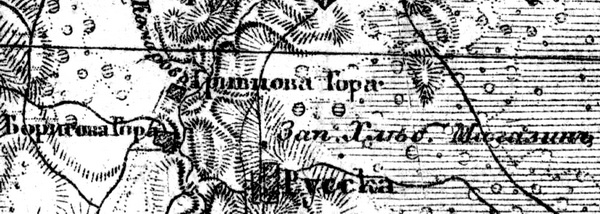
Деревня Русско на карте 1919 года

Согласно карте Петроградской и Эстляндской губерний издания 1919 года деревня называлась Русска.
С февраля 1924 года, в составе Заручьевского сельсовета Доложенской волости.
С февраля 1926 года, в составе Русецкого сельсовета.
С февраля 1927 года, в составе Выскатской волости.
С августа 1927 года, в составе Рудненского района.
С 1928 года, вновь в составе Заручьевского сельсовета. В 1928 году население деревни составляло 231 человек.
По данным 1933 года деревня называлась Русско и входила в состав Заручьевского сельсовета Рудненского района. С августа 1933 года, в составе Осьминского района.
С 1 августа 1941 года по 31 января 1944 года, германская оккупация.
С 1961 года, в составе Сланцевского района.
С 1963 года, в составе Кингисеппского района.
По состоянию на 1 августа 1965 года деревня Русска входила в состав Заручьевского сельсовета Кингисеппского района. С ноября 1965 года, вновь в составе Сланцевского района. В 1965 году население деревни составляло 48 человек.
По данным 1973 года деревня называлась Русска и входила в состав Заручьевского сельсовета Сланцевского района.
По данным 1990 года деревня Русско входила в состав Старопольского сельсовета.
В 1997 году в деревне Русско Старопольской волости проживали 20 человек, в 2002 году — 15 человек (все русские).
В 2007 и 2010 годах в деревне Русско Старопольского СП проживали 14 человек.

## География
Деревня расположена в юго-восточной части района на автодороге 41К-163 (Менюши — Заручье — Каменец).
Расстояние до административного центра поселения — 11 км.
Расстояние до ближайшей железнодорожной платформы Сланцы — 48 км.
Деревня находится на правом берегу реки Долгая.

## Демография
| 1862 | 2007 | 2010 | 2017 |
| ---- | ---- | ---- | ---- |
| 175  | ↘14  | →14  | ↘12  |